# اولگا سورکین-هورنونگ
اولگا سورکین-هورنونگ (انگلیسی: Olga Sorkine-Hornung؛ زادهٔ ۱۹۸۱ (۴۳–۴۴ سال)) دانشمند روس در زمینه رایانش است.